# 维勒马捷
维勒马捷（法語：Villematier，法語發音：[vilmatje]）是法国上加龙省的一个市镇，属于图卢兹区。

## 地理
维勒马捷（43°49'44"N, 1°30'31"E）面积14.96 平方千米，位于法国奧克西塔尼大區上加龙省，该省份为法国西南部内陆省份，西南端与西班牙接壤，自此顺时针与上比利牛斯省、热尔省、塔恩-加龙省、塔恩省、奥德省和阿列日省接壤。
与维勒马捷接壤的市镇（或旧市镇、城区）包括：塔恩河畔维勒米尔、邦迪古、塔恩河畔拉马格德莱娜、瓦基耶、布洛克新城。

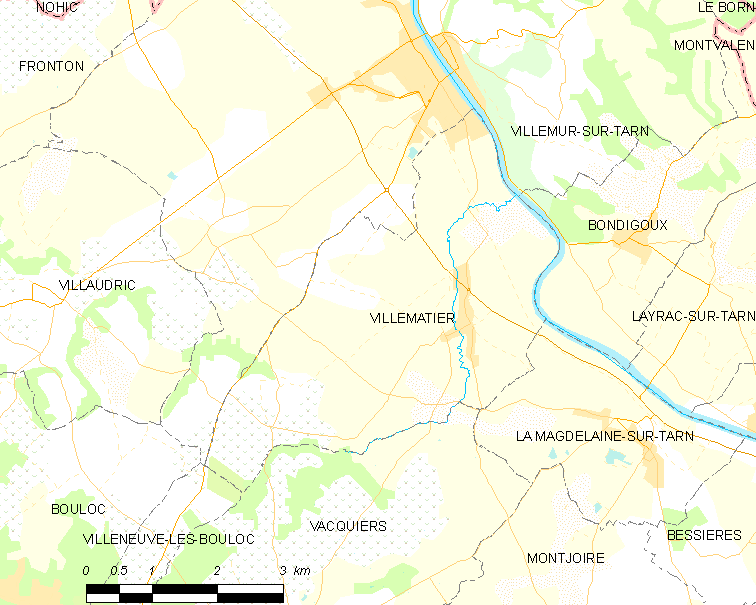
维勒马捷的OSM定位图

维勒马捷的时区为UTC+01:00、UTC+02:00（夏令时）。

## 行政
维勒马捷的邮政编码为31340，INSEE市镇编码为31583。

## 政治
维勒马捷所属的省级选区为塔恩河畔维勒米尔县。

## 人口

1962-2008年间维勒马捷人口变化图示

维勒马捷于2022年1月1日时的人口数量为1116人。

## 图集

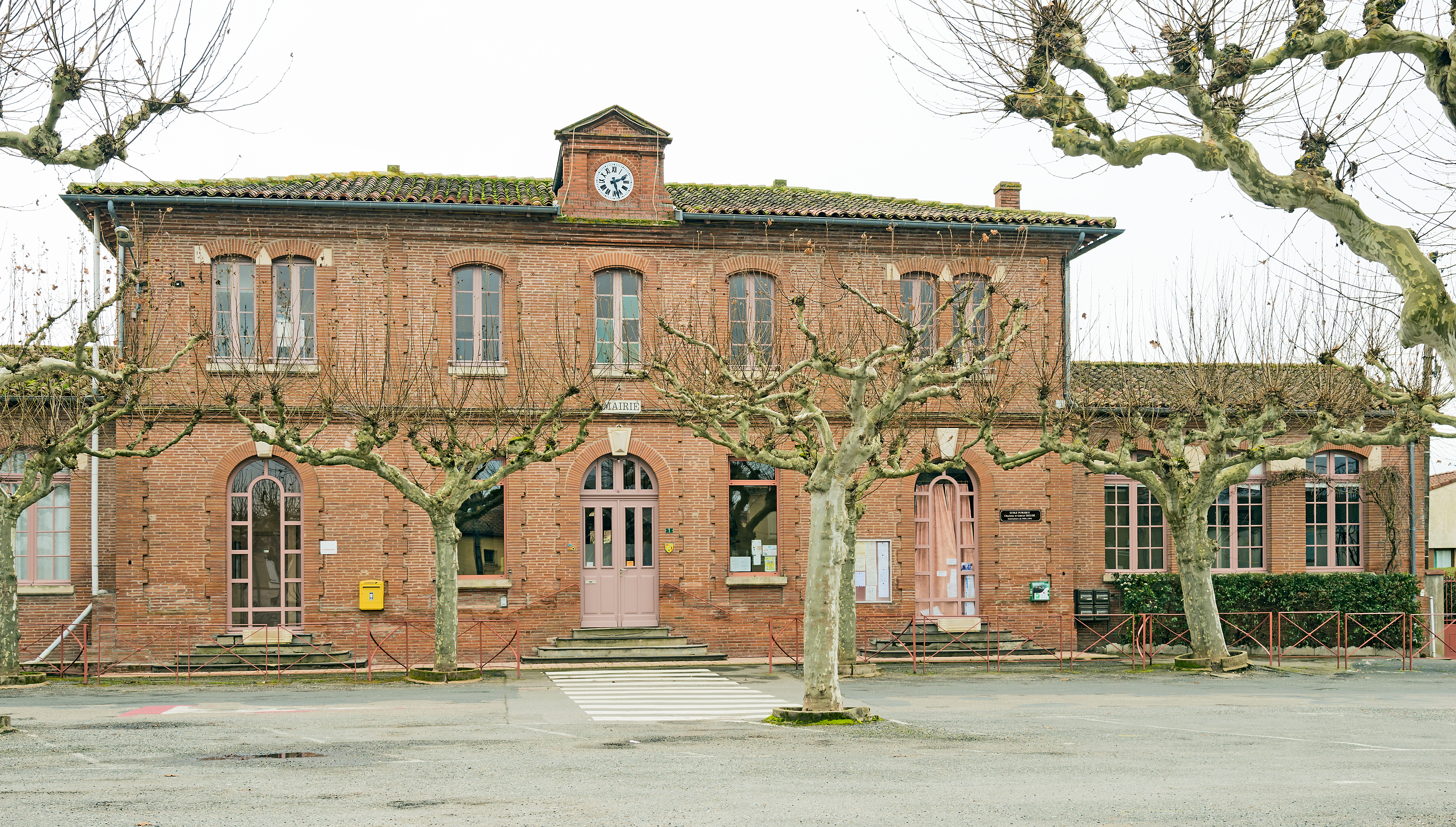
市政厅
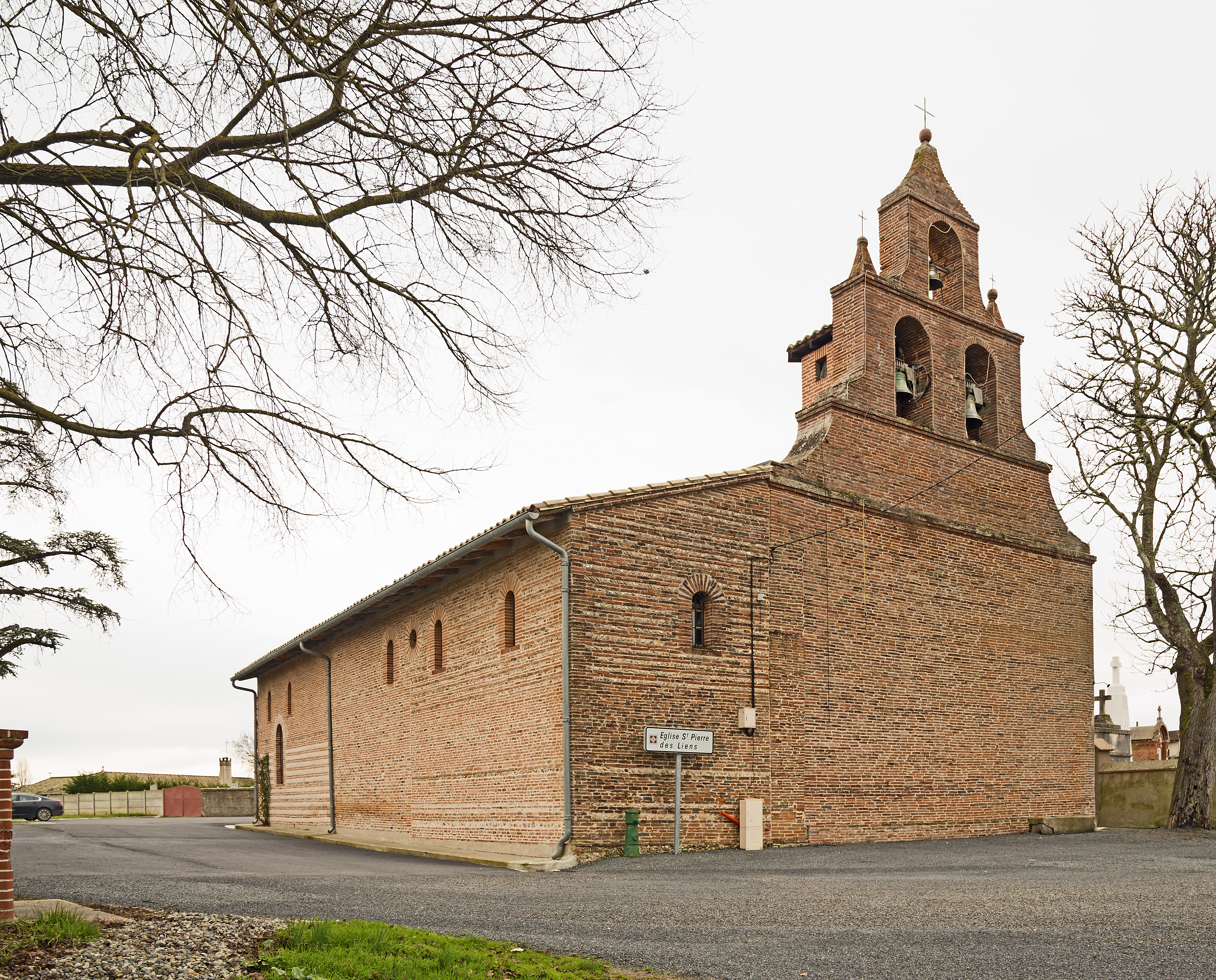
教堂